# Эрастов, Константин Максимович
Константин Максимович Эрастов (5 июня 1902 года, Ковров, ныне Владимирская область — 9 мая 1967 года, Ростов-на-Дону) — советский военачальник, гвардии генерал-лейтенант (1944 год).

## Биография
Родился 5 июня 1902 года в Коврове ныне Ковровского района Владимирской области.

### Гражданская война
В 1917 году вступил в Красную гвардию, а в декабре 1918 года был призван в ряды РККА.
С декабря 1918 года принимал участие в боях на фронтах Гражданской войны красноармейцем отряда особого назначения имени М. В. Фрунзе в Иваново-Вознесенске. С февраля 1919 года служил красноармейцем, командиром взвода и начальником пулемётной команды в 220-м Иваново-Вознесенском полке 25-й стрелковой дивизии, в составе которого на Восточном фронте против войск адмирала А. В. Колчака. Принимал участие в Бугурусланской, Белебейской и Уфимской операциях, деблокаде Уральска и освобождении Гурьева. В мае 1920 года дивизия была передислоцирована на Юго-Западный фронт, где участвовала в Киевской наступательной операции советско-польской войны. В боях был трижды ранен и контужен. С июня 1920 года Эрастов находился на лечении в госпитале в Самаре.

### Межвоенное время
С декабря 1920 года Эрастов командовал взводом в 6-м запасном полку в Костроме, а с января 1921 года служил красноармейцем отряда по борьбе с бандитизмом в Самарской губернии.
С марта 1921 года учился на 38-х Пятигорских пехотных курсах комсостава, а с июля — в 27-й Иваново-Вознесенской пехотной школе комсостава. С ноября 1923 года служил в 74-м Крымском стрелковом полку (25-я стрелковая дивизия, Украинский военный округ), где был командиром отделения, взвода, помощником командира роты. С июля 1924 года командовал взводом в 6-и Харьковской, а затем в Сумской пехотной школах.
С сентября 1925 года служил в 137-м стрелковом полку (46-я стрелковая дивизия, Украинский военный округ) на должности командира роты, временно исполняющего должность начальника полковой школы, временно исполняющего должность командира батальона, затем снова на должности командира роты.
Константин Максимович Эрастов с апреля 1930 года учился в Военной академии имени М. В. Фрунзе, по окончании которой в мае 1933 года был назначен на должность начальника тыла 31-й механизированной бригады (Ленинградский военный округ). С апреля 1936 года работал на должности начальника 1-й части штаба 11-й отдельной механизированной бригады, с января 1938 года — на должности начальника штаба 33-й стрелково-пулемётной бригады.
С июля 1939 года исполнял должность командира 5-й стрелково-пулемётной бригады в Монголии, в этой должности принимал участие в конфликте на Халхин-Голе. В августе 1939 года Эрастов был назначен на должность командира 93-й стрелковой дивизии (Забайкальский военный округ).

### Великая Отечественная война
В октябре 1941 года дивизия была передислоцирована из Забайкалья на Западный фронт, была включена в состав 43-й армии и своё боевое крещение получила в районе города Малоярославец. С октября по ноябрь 1941 года дивизия вела оборону на Малоярославецком и Наро-Фоминском направлениях. В декабре в составе 33-й армии дивизия принимала участие в контрнаступлении под Москвой и освобождении Боровска и ряда других населенных пунктов, за что Эрастов был награждён орденом Красного Знамени.
В марте 1942 года Эрастов был назначен на должность командира 12-й гвардейской стрелковой дивизии (16-я армия, Западный фронт), которая вела наступление и в апреле 1942 года овладела селом Брынь (Калужская область). 11 апреля Эрастов получил тяжёлое ранение и находился на лечении в госпитале. Дивизия была выведена в резерв и после доукомплектования была включена в состав 61-ю армию резерва Ставки ВГК и с июня 1942 по июнь 1943 года находилась в обороне.
В июне 1943 года Эрастов был назначен на должность командира 46-го стрелкового корпуса, участвовавший в Орловской и Брянской операциях и освобождении городов Волхов, Карачев, Климовичи, Кричев. Эрастов проявил решительность в ходе форсирования корпусом рек Десна, Сож, Проня и преследовании отступающего противника. В ходе этих боёв Эрастов был ранен и контужен.
В июне 1944 года корпус прорвал оборону противника под Брестом и форсировал Западный Буг и Нарев. В этих боях в ходе отражения атак противника командир корпуса умело руководил войсками, за что был награждён орденом Красного Знамени.
В 1945 году корпус под командованием Эрастова отличился в Восточно-Померанской и Берлинской операциях и освобождении городов Данциг, Штеттин, Штрасбург и Трентов. За умелые действия корпус был награждён орденом Красного Знамени и присвоено почётное наименование «Штеттинский», а Эрастов — награждён орденом Ленина. До окончания войны корпус вёл боевые действия по освобождению побережья Балтийского моря в районе городов Барт и Рыбник.
24 июня 1945 года был командиром сводного полка от 2-го Белорусского фронта на историческом параде Победы.

### Послевоенная карьера
После войны Константин Максимович Эрастов находился в прежней должности. После расформирования корпуса с мая 1946 года исполнял должность начальника Управления боевой и физической подготовки ДВО. В апреле 1948 года был направлен на учёбу на Высших Академических Курсах при Высшей военной академии имени К. Е. Ворошилова. В сентябре того же года был переведен на основной курс академии и в декабре 1949 года с отличием окончил академию.
В феврале 1950 года Эрастов был назначен на должность командира 36-го гвардейского стрелкового корпуса (Прибалтийский военный округ), а в декабре 1954 года — на должность 1-го заместителя командующего Северо-Кавказской армией ПВО.
Ушёл в отставку в апреле 1956 года. Умер 9 мая 1967 года в Ростове-на-Дону.

## Награды
- Орден Ленина (23.07.1944)[2]
- Орден Ленина (21.02.1945)[2]
- Орден Ленина (29.05.1945)[2]
- Орден Красного Знамени (12.04.1942)[2]
- Орден Красного Знамени (03.11.1944)[2]
- Орден Красного Знамени (10.04.1945)[2]
- Орден Красного Знамени (24.06.1948)[2]
- Орден Суворова 2 степени (27.08.1943)[2]
- Орден Кутузова 2 степени (03.06.1944)[2]
- Медаль За оборону Москвы (__.__.1944)[2]
- Медаль За победу над Германией в Великой Отечественной войне 1941—1945 гг. (09.05.1945)[2]
- Иностранный орден.

## Память

Могила Эрастова на Братском кладбище Ростова-на-Дону.
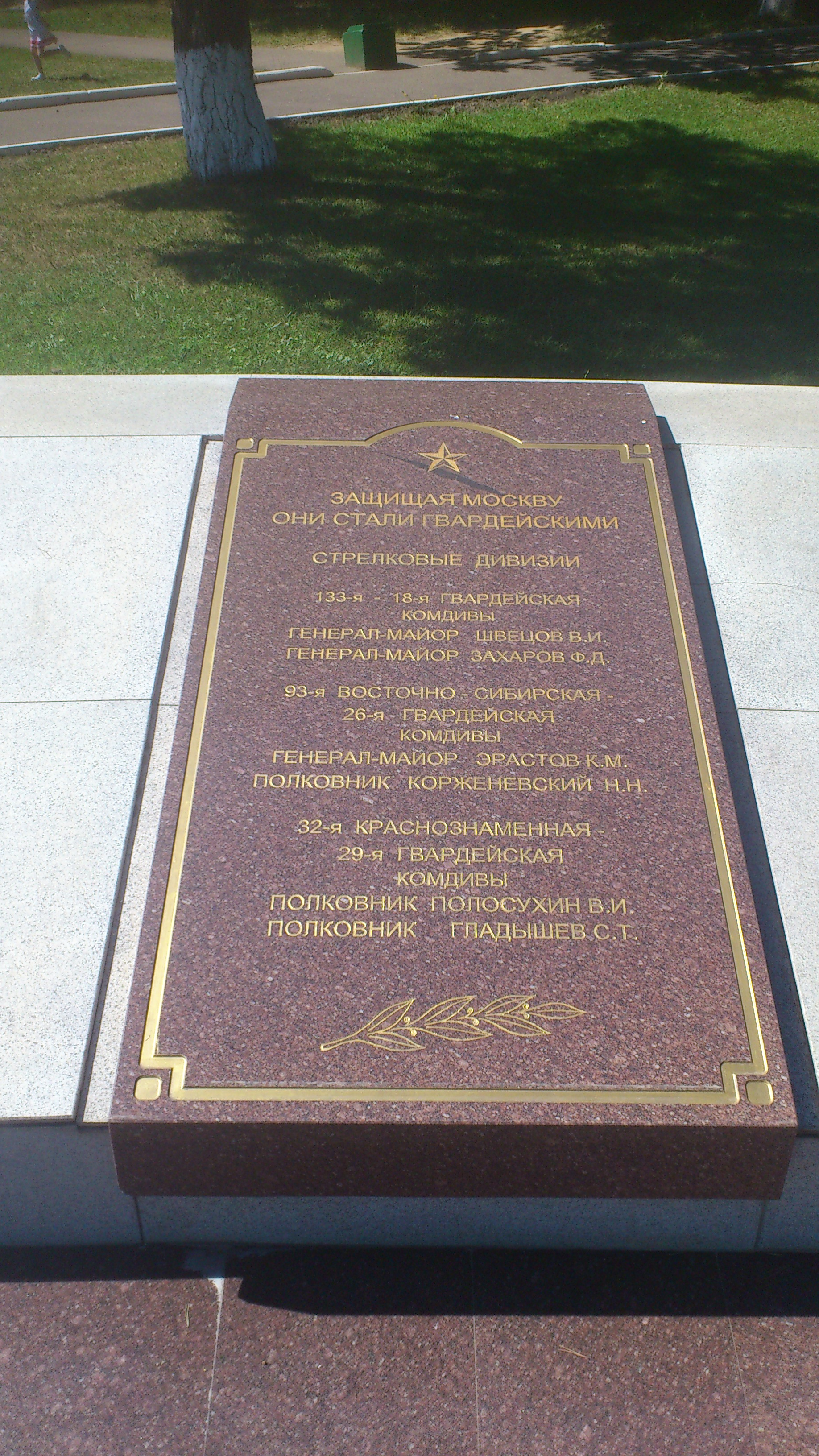
Имя комдива 93 сд К. М. Эрастова высечено на плите мемориального комплекса «Воинам-сибирякам».
Мемориальный комплекс «Воинам-сибирякам», Ленино-Снегирёвский военно-исторический музей.